# Liste der Gouverneure von Paraíba

Gouverneursflagge von Paraíba

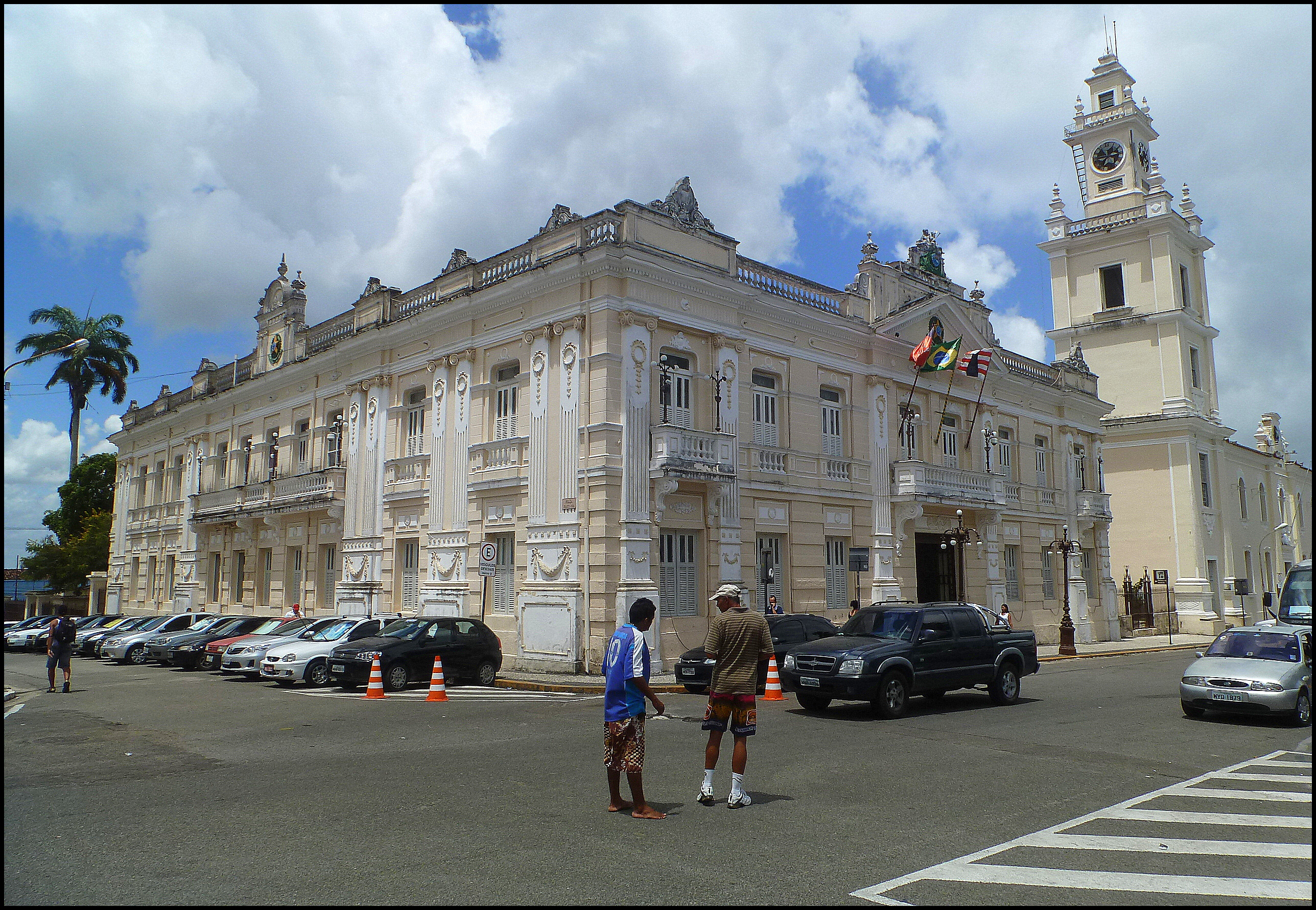
Palácio da Redenção, Amtssitz des Gouverneurs in João Pessoa

Wappen von Paraíba

Die Liste der Gouverneure von Paraíba gibt einen Überblick über die Gouverneure des brasilianischen Bundesstaats Paraíba.
Die Regierungs- und Verwaltungsgeschichte von Paraíba begann im 16. Jahrhundert, das Kapitanat Paraíba wurde 1821 in die Provinz Paraíba umgewandelt, aus der zuletzt 1889 der heutige Bundesstaat entstand.
Amtssitz des Zivilgouverneurs ist der Palácio da Redenção in João Pessoa.

## Militärdiktatur (Fünfte Republik, 1964–1985)
| Nr. | Name                      | Bild | Partei | Beginn der Amtszeit | Ende der Amtszeit |
| --- | ------------------------- | ---- | ------ | ------------------- | ----------------- |
| 33  | João Agripino Maia        |      | ARENA  | 31. Jan. 1966       | 15. März 1971     |
| 34  | Ernâni Sátiro             |      | ARENA  | 15. März 1971       | 15. März 1975     |
| 35  | Ivan Bichara              |      | ARENA  | 15. März 1975       | 14. Aug. 1978     |
| 36  | Dorgival Terceiro Neto    |      | ARENA  | 14. Aug. 1978       | 15. März 1979     |
| 37  | Tarcísio Burity           |      | PDS    | 15. März 1979       | 14. Mai 1982      |
| 38  | Clóvis Bezerra Cavalcanti |      | PDS    | 14. Mai 1982        | 15. März 1983     |
| 39  | Wilson Braga              |      | PDS    | 15. März 1983       | 14. Mai 1986      |

## Neue Republik (Sechste Republik, seit 1985)
| Nr. | Name                               | Bild         | Partei   | Beginn der Amtszeit | Ende der Amtszeit |
| --- | ---------------------------------- | ------------ | -------- | ------------------- | ----------------- |
| –   | Rivando Bezerra Cavalcanti interim |              | –        | 15. Mai 1986        | 14. Apr. 1986     |
| 40  | Milton Bezerra Cabral              |              | PDS      | 15. Apr. 1986       | 15. März 1987     |
| 41  | Tarcísio Burity                    |              | PMDB     | 15. März 1987       | 15. März 1991     |
| 42  | Ronaldo Cunha Lima                 |              | PMDB     | 15. März 1991       | 2. Apr. 1994      |
| 43  | Cícero Lucena                      |              | PSDB     | 2. Apr. 1994        | 1. Jan. 1995      |
| 44  | Antônio Mariz                      |              | PMDB     | 1. Jan. 1995        | 16. Sep. 1995     |
| 45  | José Maranhão                      |              | PMDB     | 16. Sep. 1995       | 1. Jan. 1999      |
| 45  | José Maranhão                      | 1. Jan. 1999 | PMDB     | 6. Apr. 2002        |                   |
| 46  | Roberto Paulino                    |              | PMDB     | 6. Apr. 2002        | 1. Jan. 2003      |
| 47  | Cássio Cunha Lima                  |              | PSDB     | 1. Jan. 2003        | 1. Jan. 2007      |
| 47  | Cássio Cunha Lima                  | 1. Jan. 2007 | PSDB     | 17. Feb. 2009       |                   |
| 48  | José Maranhão                      |              | PMDB     | 17. Feb. 2009       | 1. Jan. 2011      |
| 49  | Ricardo Coutinho                   |              | PSB      | 1. Jan. 2011        | 1. Jan. 2015      |
| 49  | Ricardo Coutinho                   | 1. Jan. 2015 | PSB      | 1. Jan. 2019        |                   |
| 50  | João Azevêdo                       |              | PSB CIDA | 1. Jan. 2019        | amtierend         |
| 50  | João Azevêdo                       | 1. Jan. 2023 | PSB CIDA |                     |                   |